# Globální ochlazování

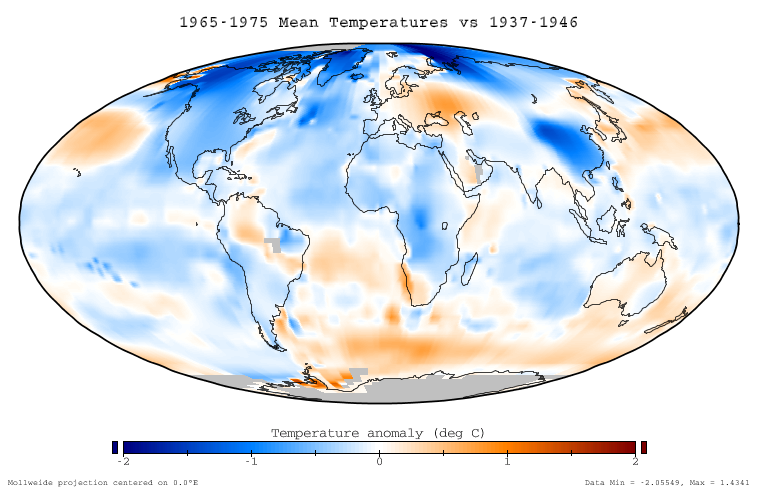
Anomálie průměrných teplot v letech 1965–1975 s ohledem na průměrné teploty v letech 1937–1946

Globální ochlazování byla hypotéza, populární zejména v 70. letech 20. století, o blížícím se ochlazování Země, které vyvrcholí obdobím rozsáhlého zalednění, a to v důsledku ochlazujících účinků aerosolů nebo orbitálního působení. Některé zprávy v tisku v 70. letech 20. století spekulovaly o pokračujícím ochlazování; neodrážely však přesně tehdejší vědeckou literaturu, která se obecně zabývala spíše oteplováním v důsledku zesíleného skleníkového efektu.
V polovině 70. let 20. století dostupné omezené teplotní řady naznačovaly, že teplota do té doby několik desetiletí klesala. Jakmile byly k dispozici delší časové řady vyšší kvality, ukázalo se, že globální teplota vykazuje celkově výrazný nárůst. Doba ledová by přirozeně nastala až případně zhruba za 10 tisíc let.

## Úvod: obecné povědomí a obavy
V 70. letech 20. století si vědci stále více uvědomovali, že odhady globálních teplot ukazují ochlazování od roku 1945 a že existuje možnost rozsáhlého oteplování v důsledku emisí skleníkových plynů. Ve vědeckých pracích, které se zabývaly klimatickými trendy 21. století, se méně než 10 % přiklánělo k budoucímu ochlazování, zatímco většina prací předpovídala budoucí oteplování. Široká veřejnost měla jen malé povědomí o vlivu oxidu uhličitého na klima, ale Science News v květnu 1959 předpovídaly 25% nárůst oxidu uhličitého v atmosféře za 150 let od roku 1850 do roku 2000 a následný trend oteplování. Skutečný nárůst v tomto období činil 29 %. Paul R. Ehrlich se v roce 1968 zmínil o globálním oteplování způsobeném skleníkovými plyny jako o protipólu ochlazujícího účinku aerosolů. V době, kdy se myšlenka globálního ochlazování dostala do veřejného tisku v polovině 70. let 20. století, přestaly teploty klesat a v klimatologické komunitě se objevily obavy z oteplovacích účinků oxidu uhličitého. V reakci na tyto zprávy vydala Světová meteorologická organizace v červnu 1976 varování, že je pravděpodobné „velmi výrazné oteplení globálního klimatu“.
V současné době existují určité obavy z možného regionálního ochlazení v důsledku zpomalení nebo zastavení termohalinní cirkulace (THC), které by mohlo být vyvoláno zvýšením množství sladké vody mísící se do severního Atlantiku v důsledku tání ledovců. Pravděpodobnost, že k tomu dojde, je obecně považována za velmi nízkou a Mezivládní panel pro změnu klimatu uvádí, že „i v modelech, kde THC slábne, dochází nad Evropou k oteplování. Například ve všech integracích AOGCM, kde se zvyšuje radiační působení, je znaménko změny teploty nad severozápadní Evropou kladné“.

## Fyzikální mechanismus
Toto období ochlazení je reprodukováno současnými globálními klimatickými modely (od roku 1999), které zahrnují fyzikální účinky sulfátových aerosolů, a v současné době panuje všeobecná shoda, že účinky aerosolů byly dominantní příčinou ochlazení v polovině 20. století. V té době se jako příčina ochlazení nejčastěji uváděly dva fyzikální mechanismy: aerosoly a orbitální vlivy.

### Aerosoly
Lidská činnost – většinou jako vedlejší produkt spalování fosilních paliv, částečně v důsledku změn ve využívání půdy – zvyšuje počet drobných částic (aerosolů) v atmosféře. Ty mají přímý účinek: účinně zvyšují planetární albedo, a tím ochlazují planetu tím, že snižují sluneční záření dopadající na povrch; a nepřímý účinek: ovlivňují vlastnosti mraků tím, že působí jako kondenzační jádra mraků. Na počátku 70. let 20. století někteří spekulovali, že tento ochlazující účinek by mohl převážit nad oteplujícím účinkem uvolňování CO2: viz diskuse Rasool a Schneider (1971), níže. V důsledku pozorování a přechodu na čistší spalování paliv se to již nezdá pravděpodobné; současné vědecké práce naznačují, že mnohem pravděpodobnější je globální oteplování. Ačkoli pokles teploty předpokládaný tímto mechanismem byl nyní ve světle lepší teorie a pozorovaného oteplování zavržen, předpokládá se, že aerosoly přispěly k ochlazovací tendenci (převážené nárůstem skleníkových plynů) a také přispěly ke globálnímu stmívání.